# Ihr, die ihr euch von Christo nennet
Ihr, die ihr euch von Christo nennet (Vous qui vous réclamez du Christ), (BWV 164), est une cantate religieuse de Johann Sebastian Bach composée à Leipzig en 1725.

## Histoire et livret
Bach écrivit cette cantate pendant sa troisième année à Leipzig pour le  treizième dimanche après la Trinité et la dirigea le 26 août 1725. Pour cette destination liturgique, deux autres cantates ont franchi le seuil de la postérité : les BWV 33 et 77. Il utilisa un texte de cantate de Salomon Franck à Weimar, publié dans les « Evangelisches Andachts-Opffer » en 1715 comme il l'avait déjà fait pour Tue Rechnung! Donnerwort BWV 168 quatre semaines auparavant. Il est donc loisible de penser qu'elle est l'émanation d'une cantate primitive de l'époque de Weimar mais rien n'accrédite cette hypothèse.
Les lectures prescrites pour le dimanche étaient Gal. 3 :15–22, la leçon de Paul de Tarse sur la loi et la promesse et Luc. 10 : 23–37, la parabole du Bon Samaritain. L'amour de son prochain est le thème dominant de cette cantate alors que les deux années précédentes les textes de  Du sollt Gott, deinen Herren, lieben BWV 77 et Allein zu dir, Herr Jesu Christ BWV 33 insistaient sur l'identité de l'amour de Dieu et l'amour de son voisin. Le choral final est la cinquième (et dernière) strophe de Herr Christ, der einig Gotts Sohn de Elisabeth Cruciger (1524).

## Structure et instrumentation
Comme dans plusieurs autres cantates sur des paroles de Franck, le dispositif est réduit : deux flûtes, deux hautbois, deux violons, alto et basse continue avec quatre voix solistes (soprano, alto, ténor et basse). Un chœur en quatre parties n'est présent que pour le choral final si besoin est.
Il y a six mouvements :
1. aria (ténor, cordes) : Ihr, die ihr euch von Christo nennet
2. récitatif (basse) : Wir hören zwar, was selbst die Liebe spricht
3. aria (alto, flûtes) : Nur durch Lieb und durch Erbarmen
4. récitatif (ténor, cordes) : Ach, schmelze doch durch deinen Liebesstrahl
5. aria (soprano, basse, flûtes, hautbois, cordes) : Händen, die sich nicht verschließen
6. choral : Ertöt uns durch dein Güte

## Musique
La musique pour quatre solistes et quelques instruments est essentiellement de la musique de chambre. Bach organise les arias selon des formes différentes de l'aria da capo habituelle. Dans l'aria du ténor, les cordes et les voix partagent un thème qui apparaît dans deux parties similaires, A B A' B'. Dans l'aria de l'alto accompagnée de plaintifs motifs des flûtes, c'est la seconde section qui est répétée plutôt que la première, A B B'. Dans le duo Bach parvient à un quatuor, ajoutant au voix de soprano et de basse les instruments aigus à l'unisson et le continuo. Le texte est présenté dans trois sections et complètement répété dans une quatrième section qui imite la première. Le choral final est disposé en quatre parties.

## Sources
- Gilles Cantagrel, Les cantates de J.-S. Bach, Paris, Fayard, mars 2010, 1665 p.  (ISBN 978-2-213-64434-9)

- (en) Cet article est partiellement ou en totalité issu de l’article de Wikipédia en anglais intitulé « Ihr, die ihr euch von Christo nennet, BWV 164 » (voir la liste des auteurs).